# Travaux de l'Institut Scientifique Chérifien, Série Botanique
Travaux de l'Institut Scientifique Chérifien, Série Botanique (abreviado Trav. Inst. Sci. Chérifien, Sér. Bot.) fue una revista con ilustraciones y descripciones botánicas que fue editada en Tanger en dos series en los años 1952 hasta 1964. Fue reemplazada por Travaux de l'Institut Scientifique Chérifien. Série Botanique et Biologique Végétale.

## Publicación
- Nos. 4-6, 1952-53;
- [n.s.] nos. 1-29, 1954-64